# 무주군의 지질

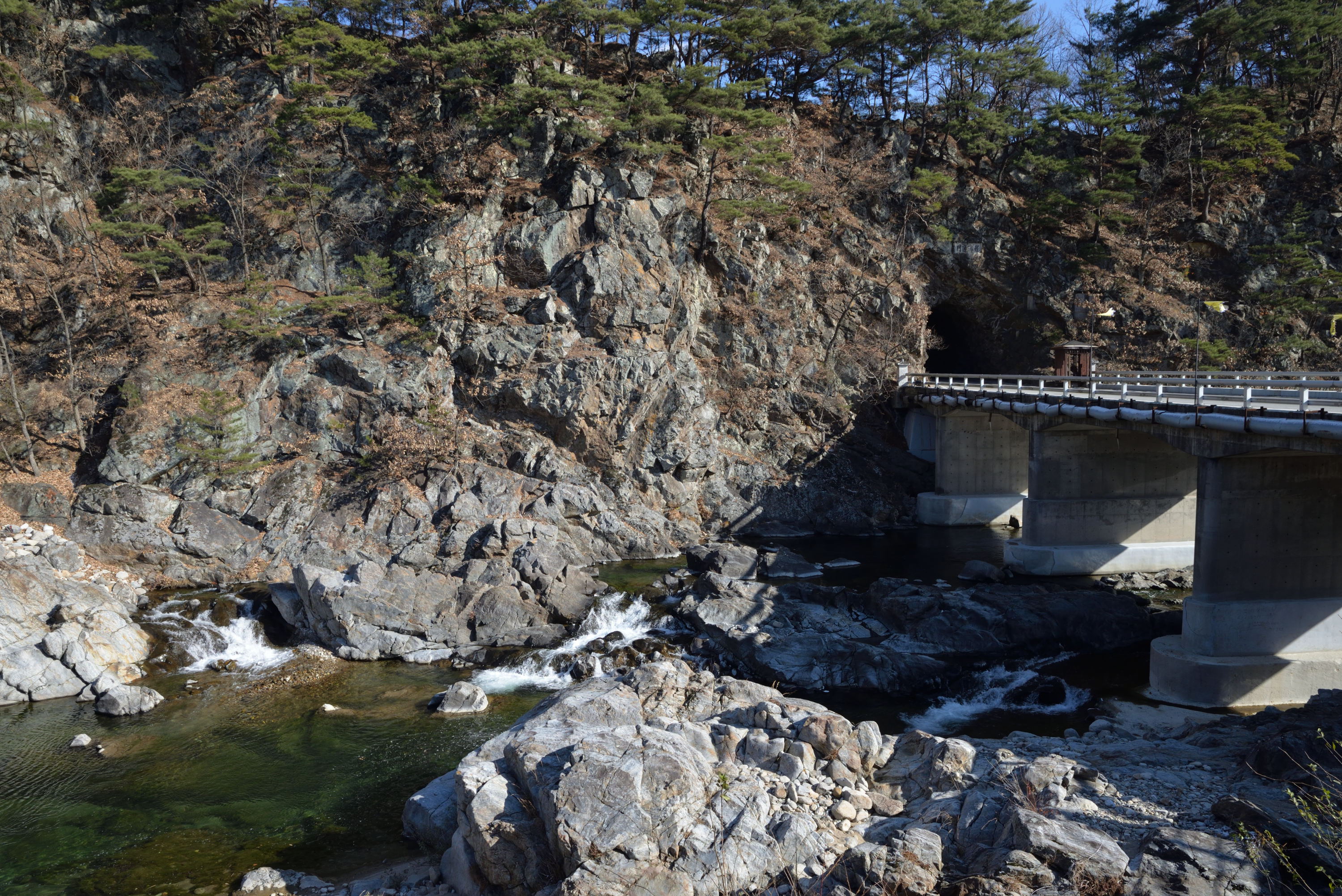
진안무주 국가지질공원 라제통문과 선캄브리아기 편마암

본 문서에서는 대한민국 전북특별자치도 무주군의 지질과 무주군 내 진안무주 국가지질공원의 지질유산에 대해 설명한다.

## 개요
전북특별자치도 무주군은 영남 지괴/영남 육괴에 속해 선캄브리아기의 편마암이 주로 분포하며, 덕유산 북부 무주 구천동 지구와 적상산(1034 m)~조항산(800 m)~마향산(730 m) 지역에는 각각 중생대 백악기의 석영안산암(석영반암)과 백악기의 인리형 분지 무주 분지의 퇴적암인 적상산층군이 분포한다. 1:5만 지질도폭 상으로, 
- 무주 지질도폭(1980) 남부 (부남면 북단, 무주읍 북부, 설천면 기곡리)[2]
- 설천 지질도폭(1980) 남부 (설천면 북단, 민주지산)[3]
- 장기리 지질도폭(1969) 중·동부 (무주읍 남부, 적상면, 부남면, 안성면, 적상산, 덕유산)[4]
- 무풍 지질도폭(1969) 북중서부 (설천면, 무풍면, 신풍령)[5]
- 장계 지질도폭(1993) 북단 (안성면 남부)[6]

에 해당한다.

## 선캄브리아기편마암
용담호에서 덕유산과 남덕유산에 이르는 지역에는 변성퇴적암 용포리층과 화강암질 편마암(화강편마암), 반상변정화강암질 편마암, 흑운모 편마암이 분포한다. 장기리 지질도폭(1969)에서는 무주군 적상면 지역의 선캄브리아기 암석을 영남 육괴 북동부 원남층군에 대비하였다.

### 흑운모 편마암/조립질 화강편마암

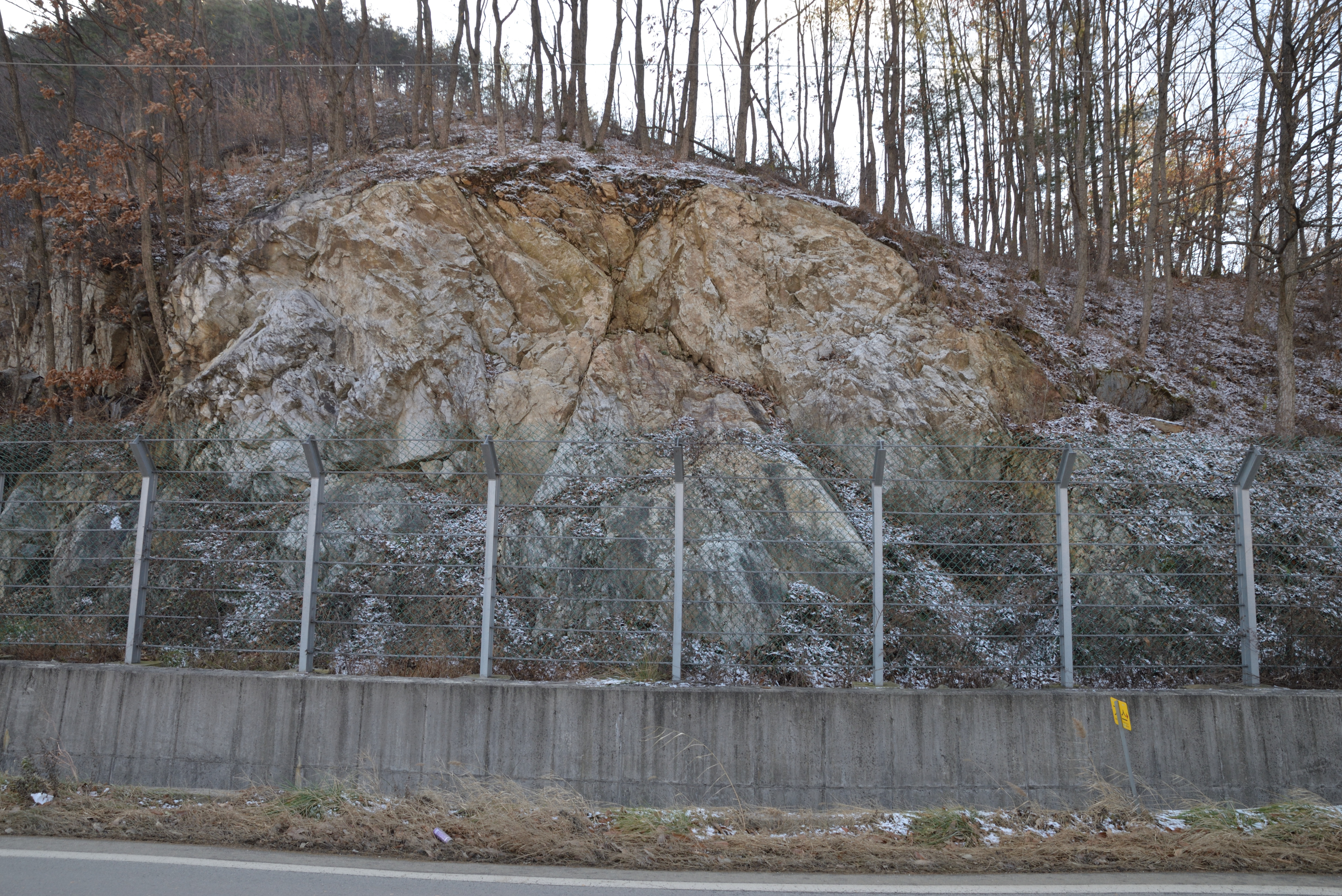
호상 흑운모 편마암, 무주군 설천면 길산리 신길마을 국도 제30호선 도로변

무주군 설천면 북부 지역에는 편마암이 넓게 분포하며 민주지산과 삼도봉을 넘어 영동군과 김천시 지역으로 이어지는데 동일 암석을 무주 지질도폭(1968)에서는 호상흑운모편마암으로, 설천 지질도폭(1968)에서는 흑운모 편마암으로, 무풍 지질도폭(1969)에서는 조립질 화강편마암으로 기재하였다. 무주 지질도폭(1969)의 호상 흑운모 편마암은 니질 또는 사질 기원의 준편마암(Para-gneiss)으로 추정되며 석영-장석질의 우백대와 흑운모 등으로 구성된 우흑대가 교호하는 전형적인 호상 편마암이다. 무주읍 오산리 지역에서 화강암질 편마암에 포획당해 있고 무주군 부남면 가당리 지역에서는 소규모 습곡 구조가 관찰된다. 설천 지질도폭(1968)의 흑운모 편마암은 선캄브리아기 퇴적암에 화성 물질이 주입되어 형성된 것으로 기재하였다.
진안무주 국가지질공원 라제통문

### 화강편마암
화강편마암(화강암질 편마암)은 무주군 무주읍과 부남면 및 적상면 중·서부 지역에 대략 북동-남서 방향으로 분포하며 무주읍 오산리 지역에서는 화강암질 편마암 내에 무주 오산리 구상화강편마암이 발견되어 대한민국의 천연기념물 제249호로 지정되었다. 무주 지질도폭(1980)에 의하면 (호상) 흑운모 편마암을 관입하며 백하산(633 m) 남부 지역에서는 국지적으로 백운모의 함량이 높아진다. 장기리 지질도폭(1969)에서는 원남층군으로 분류되었으며 우백화강암질 편마암에 관입당했고 반상변정화강암질 편마암과 편상 화강암과는 점이적인 관계이다. 일반적으로 (암)회색을 띠고 호상 구조를 보이며 주향은 북동 20~40°, 경사는 남동 60~70° 이다. 우백화강암질 편마암은 적상면과 안성면 지역에 분포하는 화강편마암으로 유색 광물을 거의 함유하지 않는 우백질이며 화강암과 유사한 암상을 보인다. 안성면 지역에서는 트라이아스기 각섬석 흑운모 화강암에 관입당했다. 화강편마암에 대한 지화학적 연구는 섭입과 관련된 대륙화산호 환경을 지시한다.

### 변성퇴적암
무주군 무주읍 대차리~내도리 지역에는 흑색 천매암과 이에 협재된 석회암으로 구성되는 변성퇴적암이 소규모 분포한다. 과거에는 이 변성퇴적암을 옥천 누층군으로 간주하여 이 변성퇴적암의 분포를 기준으로 무주-설천 지역에 영남 육괴와 옥천 습곡대의 지체구조 경계를 설정하였으나, 강지훈(2019)은 엽리와 엽리를 변형시킨 습곡 작용이 무주-설천 지역 양쪽에서 모두 인지되며 해당 지역에서 영남 육괴와 옥천대를 구분할 수 있는 연성 전단대와 같은 지질구조가 관찰되지 않아, 이 지역을 영남 육괴와 옥천대의 경계로 볼 수 없다고 주장하였다.

### 각섬암
무주군 적상면 사산리 지역에는 화성 기원의 각섬암이 편마암과 대리암을 맥상으로 무리지어 관입하며 유사한 방향성을 보이고 대리암과 관련되어 산출된다. 각섬석에 대한 Sm-Nd 전암 연대측정 결과는 1766±121 Ma (고원생대 스타테로스기)이며 이는 각섬암의 변성 시기로 해석된다.

### 진안무주 국가지질공원무주 오산리 구상화강편마암
진안무주 국가지질공원 무주 오산리 구상화강편마암(茂朱 吾山里 球狀花崗片麻巖, Muju Osanri orbicular granitic gneiss)은 전북특별자치도 무주군 무주읍 오산리의 선캄브리아기 화강암질 편마암 내에 있는 구상암(球狀巖)으로, 대한민국의 천연기념물 제249호로 지정되어 있다. 공처럼 둥근 암석인 구상암(球狀巖)은 대부분 화강암 속에서 발견되는데, 전 세계적으로 100여 곳에서만 발견되었으며, 한국에서는 5곳에서 발견되었다. 무주 오산리 구상화강편마암의 둥근 핵은 지름이 5∼10 cm 이고 색깔은 어두운 회색이거나 어두운 녹색이다. 이 구상암은 화강암이 아닌 변성암 속에 있어 매우 희귀한 경우에 속하여 학술적으로 대단히 중요한 가치를 지닌다.
구상화강편마암은 우백질 복운모 화강암 내에 포획암 형태로 나타나는데, 오창환 외(2013)는 우백질 복운모 화강암에 대한 SHRIMP 저어콘 연대측정 결과를 1875±75 Ma, 구상 화강편마암을 형성시킨 변성작용 시기를 1867±4 Ma (고원생대 오로세이라기)로 보고하였다. 이 우백질 복운모 화강암은 섭입대 환경에서 형성된 것으로 추정된다.
구상화강편마암의 성인(成因)에 대해, 손치무 외(1980)는 변성퇴적암이 우백질 화강편마암화 작용을 받아서 형성되었다고 설명하였으며, 권용완 외(1995)는 화강섬록암내에 포획된 니질 기원의 퇴적암이 광역변성작용에 수반된 변성분화작용에 의해 형성되었다고 설명하였다. 오창환 외(2013)는 19억년 전 섭입대 전호(forearc) 지역에 형성된 퇴적암이 18억 7500만년 전 대륙 충돌에 매몰된 후 용융되어 마그마를 만들었으며 니질 기원 변성퇴적암이 마그마 내에 침강하여 열변성작용을 받아 구상화강편마암이 형성되었다고 설명하였다.

### 진안무주 국가지질공원용추폭포
진안무주 국가지질공원 용추폭포(북위 35° 50′ 25.70″ 동경 127° 41′ 5.09″ / 북위 35.8404722°  동경 127.6847472° )는 무주군 안성면 공정리 칠연계곡 하상에 있는 폭포로 선캄브리아기 화강편마암의 절리를 따라 발달한다. 폭포수의 침식 작용으로 암반이 떨어져 나가면서 계단과 같은 침식 지형을 형성한다. 용추폭포 화강편마암에서 분리한 저어콘에 대한 U-Pb 연대측정 결과는 1837±52 Ma (고원생대 오로세이라기)이다.

## 선캄브리아기편암
무주 지역의 선캄브리아기 암석은 대부분 편마암 계열이며 이들 중에 편암 계열의 변성퇴적암 지층인 괴목리층, 용포리층, 덕유산층과 운모편암이 적상면과 설천면 지역에 소규모로 분포한다. 

### 괴목리층
괴목리층은 무주군 적상면 괴목리를 표식지로 하여 편마암류 내에 잔류하는 결정편암류 지층으로 결정질 석회암과 녹니석-흑운모편암, 흑운모-각섬석편암, 규암으로 구성된다.

### 용포리층
용포리층은 진안군 용담면과 무주군 부남면 대소리 일대에 분포하는 변성암으로 니질퇴적원과 사질퇴적원의 호층이며 화강암질 편마암, 흑운모-녹니석 편암, 운모질규암, (장석-)석영 편암, 석영-흑운모 편암, 흑/백운모 편암, 백색 규암, 천매암질편암, 석회질편암, 각섬석편마암 및 각섬편암 등 여러 편암류로 구성된 복합체이다.

### 덕유산층
장기리(1969)·무풍(1970)·거창 지질도폭(1970)에서는 덕유산 지역에 분포하는 편암을 덕유산층으로 기재하였다. 덕유산층은 장기리 지질도폭(1969)을 조사한 이대성, 남기상, 양교수에 의해 명명되었으며 덕유산 고지대를 따라 분포한다. 천매암질암, 석영운모 편암, 암녹색~흑색 천매암, 반상변정편암, 장석-석영편암, 흑운모편암 및 흑운모의 반점을 포함하는 점문편암류로 구성된다. 무주군 설천면 지역에서는 배사 습곡 구조로 인해 화강편마암과 덕유산층이 반복 출현한다. 덕유산 향적봉의 흑운모 편암에서 분리한 저어콘에 대한 U-Pb 연대측정 결과는 1861.4±3.4 Ma (고원생대 오로세이라기)이다.

### 운모편암
운모편암은 무주군 무풍면 삼거리, 철목리~현내리, 설천면 장덕리~대불리 일부 지역에 소규모 분포하는 편암으로 대체로 녹니석과 흑운모가 풍부한 운모편암으로 구성된다.

## 백악기무주 분지 적상산층군
적상산(赤裳山)은 붉은색 바위지대가 마치 산이 붉은 치마를 입은 것 같다 하여 적상이라는 이름이 붙었다. 중생대 백악기의 퇴적암 지층 적상산층군(Jeoksangsan Group, 赤裳山層群)은 적상산과 그 주변 무주군 적상면 사천리, 북창리, 무주읍 가옥리, 마향산(730 m)~조항산(800 m)~구왕산(678 m) 지역에 분포하며, 장기리 지질도폭(1969)에서는 밑에서부터 가옥리층, 길왕리층, 북창리층, 적상산층 4개 지층으로 구분된다. 박정웅과 이용일(1990)은 적상산층군이 분포하는 지역을 무주 분지로 명명하였으며 밑에서부터 방이리층, 길왕리층, 적상산층으로 구분하고 무주 분지 퇴적암의 전체 두께를 2,000 m로 측정하였다.
무주 분지는 진안 분지와 같이 호남전단대 내 좌수향 주향 이동 단층의 운동에 의해 만들어진 주향이동 분지(인리형 분지)이다. 두 분지가 형성될 때 단층이 지하 깊은 곳까지 이어져 이 단층을 통해 마그마가 올라와 두 분지와 주변에 화산암을 형성한 것으로 추정된다. 또한 신생대에 인도 대륙이 유라시아판과 충돌해 발생한 압축력에 의해 한반도 내 북동-남서 방향의 주향 이동 단층들이 백악기와 반대로 우수향의 주향 이동 운동을 하였고 이로 인해 분지가 융기하여 진안 분지의 마이산과 무주 분지의 적상산을 형성하게 된 것으로 추정된다.

### 가옥리층
가옥리층(佳玉里層, Gaokri Formation)은 무주군 무주읍 가옥리 지역에 소규모 분포하는 지층으로 적상산층군의 최하부 지층이며 영동 분지의 영동층군 시금리층에 대비되는 것으로 추정된다. 주로 회색 및 녹색 실트스톤, 적색 셰일, 갈색 이암, 응회질 및 적자색 사암으로 구성된다.

### 방이리층
박정웅과 이용일(1990)은 조향산 지역 북창리층의 하부와 중부 및 가옥리층을 합쳐 방이리층으로 명명하였다. 방이리층은 응회질사암과 여기에 협재된 역암으로 구성되며 두께는 약 1,200 m 이다. 무주읍 용포리 가래골 남쪽 700 m 지점에 방이리층의 최하부 지층이 발견된다.

### 길왕리층
길왕리층(吉旺里層, Gilwangri Formation)은 무주군 적상면 사천리 길왕마을을 표식지로 하여 무주읍 가옥리와 용포리, 적상산 서측 사천리~사산리 지역에 분포하는 지층이다. 적상산 동측에서는 북창리층과 원남층군 우백화강암질 편마암을 경계 짓는 단층에 의해 지표에 출현하지 않으며 길왕리층의 상한은 북창리층 최하부의 안산암질 용암류 직하부이다. 길왕리층은 하부의 적자색 거력질역암과 그 위에 오는 적색 셰일 및 적색 셰일과 담갈색 역암의 호층으로 구성된다. 적상산 지역에서 길왕리층의 두께는 약 250 m 이다.
박정웅과 이용일(1990)은 기존의 장기리 지질도폭(1969)의 조향산 지역 북창리층의 상부와 적상산 지역 길왕리층과 북창리층을 합쳐 길왕리층으로 지정하였으며 역암으로 구성되고 두께는 조향산 지역에서 100~300 m, 적상산 지역에서 400 m 이다. 길왕리층의 역암 중 적상산 동측의 역암은 녹회색을 띠는 원마도가 좋은 거력-왕자갈 역암으로 무주 분지 남동쪽 백악기 결정질 응회암에서 유래하였으며, 적상산 서측의 역암은 담회색에 원마도가 좋은 거력-왕자갈/중자갈 역암으로 무주 분지 남서쪽 선캄브리아기 화강암질 편마암에서 유래하였다.

### 북창리층
북창리층(北倉里層, Bukchangri Formation)은 무주군 적상면 북창리를 표식지로 하여, 적상산 주변 북창리~절산(531 m) 및 적상면 사천리~사산리 지역과, 마향산(730 m)~조항산(800 m)~큰변독산(521 m)~구왕산(678 m)~적상면 방이리 지역에 넓게 분포한다. 북창리층은 침니암(沈泥巖), 담갈색 중립질역암, 적자색 사암, 두꺼운 담갈색 원(圓)역암으로 구성되고 최상위에 알코스질사암이 있다. 또한 최하부에 안산암질 용암류가 있고 그로부터 50~60 m 상위에 암상(巖床)의 규장암이 있는데 방이리 지역에서는 안산암질 용암류는 있지만 규장암은 없다. 지층의 두께는 적상산 지역에서 300 m, 방이리 지역에서 500 m 이다.

### 적상산층
적상산층(赤裳山層, Jeoksangsan Formation)은 적상산 정상부에만 분포하는 지층으로 밑에서부터 응회질사암, 유문암, 적색 셰일, 녹색 응회암, 녹회색 유문암질 암석으로 구성된다. 절리가 발달하여 적상산에 험준한 절벽 지형을 형성한다. 적상산층의 두께는 440 m 이며 적상산층 상부에 있는 안산암의 절대 연령은 90.30±1.28 Ma (백악기 후기 투로니아절)이다.
무주 분지 적상산층군
- 적상산층, 적상산 적상호 올라가는 도로변
- 적상산층, 적상산 정상 부근
- 적상산층, 안렴대 부근
- 북창리층, 적상면 북창리 지방도 제727호선/괴목로 도로변
- 가옥리층, 무주군 무주읍 가옥리 적상천 하천변
- 가옥리층, 무주군 무주읍 가옥리 국도 제37호선/무금로 도로변
- 왼쪽과 동일
- 북창리층, 무주군 무주읍 용포리
- 북창리층, 무주군 적상면 방이리
- 북창리층, 무주군 적상면 방이리
- 북창리층, 무주군 적상면 방이리
- 북창리층, 무주군 적상면 방이리
- 북창리층, 무주군 적상면 방이리
- 적상면 삼가리에서 적상산 방향

## 중생대화성암

### 트라이아스기각섬석 흑운모 화강암
각섬석 흑운모 화강암은 무주군 안성면 지역에 분포하는 중생대 트라이아스기의 화강암으로 풍화에 약해 차별 침식으로 저지대를 형성한다. 선캄브리아기 우백질 화강편마암을 관입하였으며 가끔 희미한 엽리 구조를 보이고 석영，장석，사장석，흑운모, 각섬석 등으로 구성된다.

### 쥐라기편상 화강암
편상 화강암은 무주군 부남면 장안리, 적상면 삼가리~버드산(512 m), 무주덕유산리조트 주차장 지역에 분포하는 쥐라기의 화강암으로 선캄브리아기 편마암과 점이적인 관계이며 내부에 편리 구조가 발달한다.

### 백악기석영안산암/설천 응회암
무주군 적상면 포내리 동부와 설천면 두길리 무주구천동 지역에 분포하는 설천 응회암은 장기리 지질도폭(1969)에서 혼성석영반암(Hybrid quartz porphyry), 무풍 지질도폭(1969) 에서 석영안산암으로 기재되었으나 박정웅과 이용일(1996)은 거칠봉을 중심으로 55 km2의 면적에 분포하는 이 암석을 설천 응회암으로 명명하였다. 백운산(981 m), 깃대봉(1062 m), 거칠봉(1178 m) 등 험준한 산지를 형성하며 계곡에 드러난 암석은 수심대, 파회 등 무주 구천동 관광지의 절경을 이루고 이중 일부는 진안무주 국가지질공원의 지질명소로 지정되어 있다. 무풍 지질도폭(1969)에 의하면 깃대봉-백운산 지역에서는 연회색 내지 청회색을 띠며 석회질사암, 셰일, 흑색 셰일로 구성된 3~5 cm 크기의 각력을 포함한다. 설천 응회암의 칼륨-아르곤 연대 측정 결과는 91.16±2.00 Ma (백악기 후기 투로니아절)으로 이는 경상 분지의 경상 누층군 유천층군에 대비된다. 장기리 지질도폭(1969)에서는 적상산층군을 관입한 것으로 보았으나, 박정웅과 이용일(1997, 2000)은 설천 응회암이 북창리에 분포하는 길왕리층의 역암의 기원암으로 작용하였고 설천 응회암이 길왕리층의 역암에 덮인 노두를 발견하여 설천 응회암이 무주 분지의 적상산층군보다 먼저 형성된 것으로 보았다.
설천 응회암
- 무주군 적상면 포내리 옥수골 옥소동길 도로변 (이하 동일)

### 백악기 반상 화강암
백악기 반상 화강암은 무주군 무주읍 당산리, 설천면 기곡리, 영동군 용화면 용화리 지역에 분포하는 백악기 화강암으로 흑운모 편마암을 관입하였고 석영맥과 규장암맥에 관입당했으며 특히 석영맥에 수반하여 영동군 용화면 용화리 지역에서 금·은 광상(용화광산)이 발달한다. 반상화강암 흑운모에 대한 칼륨-아르곤 연대 측정 결과는 98.7±3.60 Ma (백악기 후기 세노마눔절)이다.

### 백악기암맥
국기산 지역에는 황반암이 관입해 있다. 적상면, 무주읍 일부 지역에는 석영맥이 북동 주향에 거의 수직 경사로 관입해 있으며 주요 광상을 형성한다. 규장암 전암시료에 대한 K-Ar 절대연령 측정결과는 72.2±1.40 Ma (백악기 후기 샹파뉴절)이다.

### 진안무주 국가지질공원수심대

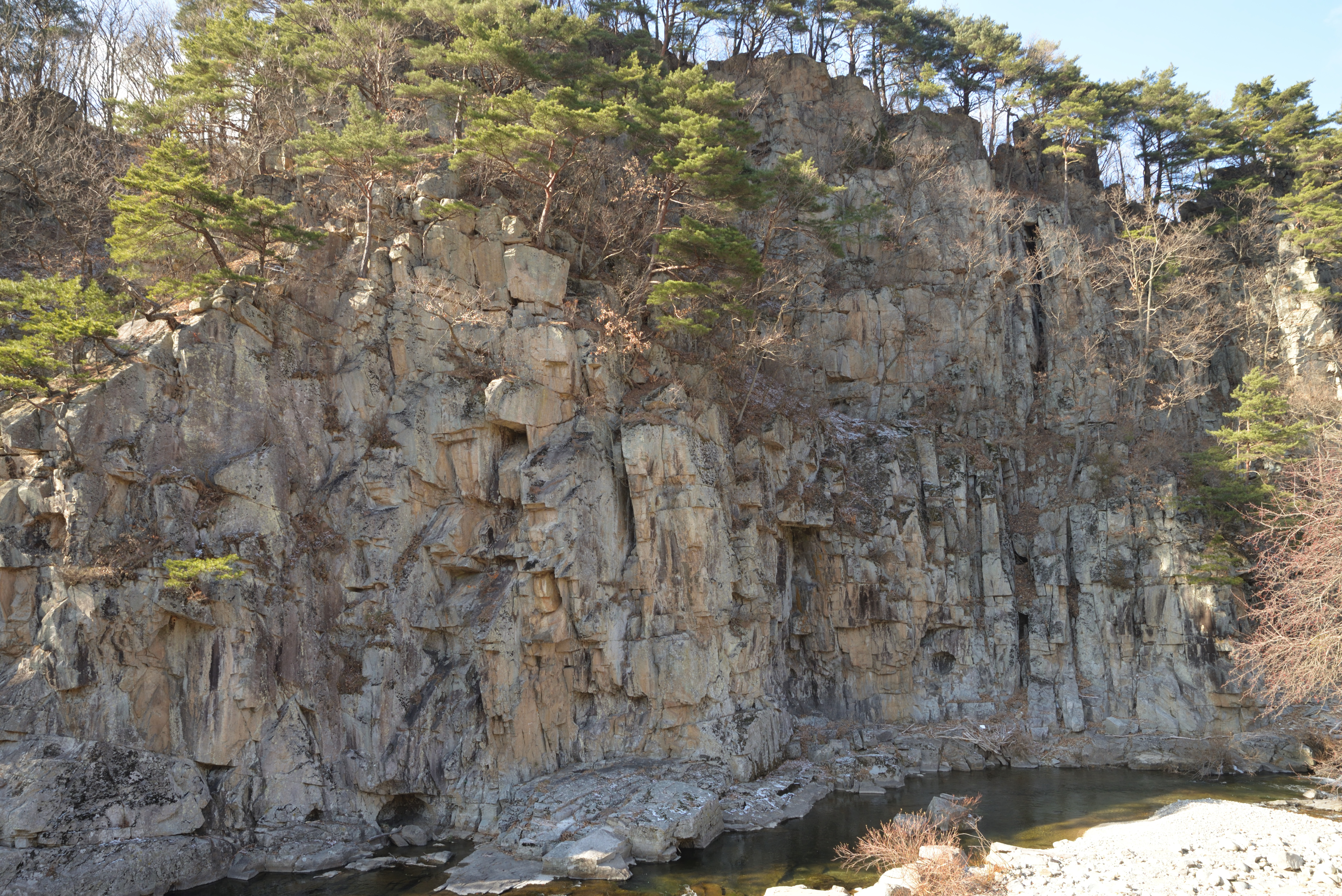
진안무주 국가지질공원 수심대, 무주 구천동

무주 구천동 33경 중 12경인 수심대는 신라 시대 일지대사가 이곳에서 흐르는 물을 보고 깨우친 바가 있다 하여 붙은 이름이며 병풍처럼 둘러친 절벽이 마치 [[금강산] 같다 하여 소금강이라고도 불린다. 이곳의 절벽은 1억 6백만년 전 백악기에 화산이 폭발하여 쌓인 유문암질 응회암으로 구성되며 화산 폭발 이후 유문암질 응회암의 급격한 냉각에 따른 수축에 의해 암석 내에 수평 및 수직 절리가 발달하였고 오랜 세월 풍화와 침식을 받아 오늘날의 절경이 형성되었다. 무주군 설천면 심곡리의 국도 제37호선과 이어진 주차장(지번: 무주군 설천면 심곡리 318)에서 볼 수 있다.

### 진안무주 국가지질공원파회

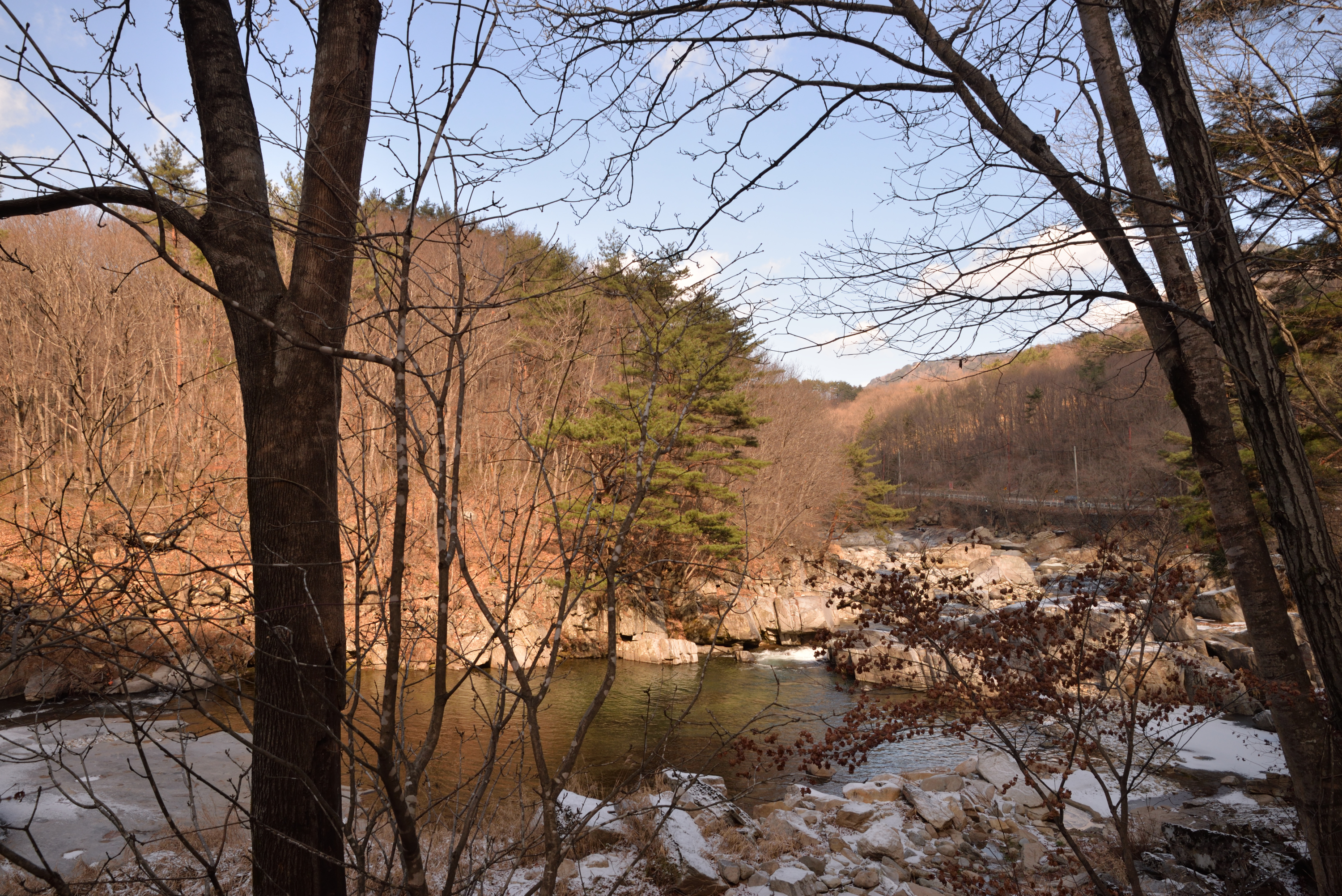
진안무주 국가지질공원 파회, 무주 구천동

무주 구천동 33경 중 11경인 파회는 원당천 하천이 급격히 방향을 바꾸어 흐른다 하여 붙은 이름으로 수심대와 함께 명승 56호로 지정되었다. 계곡은 1억년 전 화산 폭발에 의해 형성된 유문암질 응회암으로 구성되며 절리를 따라 오랜 세월 침식이 일어나 계곡이 형성되었다. 국도 제37호선 도로변에 안내판이 있다.

## 광산과 지하자원 (설천 금·은 광화대)
무주군 지역에서는 금·은광, 아연과 납, 대리석 광상이 있다. 무주 지역에서는 과거 다량의 금·은이 채굴되었으나 1945년 해방 후 휴광 상태에 놓여 있었다. 금·은 광상은 모두 함금석영맥이며 황철석, 방연석을 포함하고 지역적으로 섬아연석, 황동석, 남동석(藍銅石), 자철석, 적철석, 유비철석(硫砒鐵石), 자류철석(磁硫鐵石), 형석 등을 수반한다. 금·은 광상의 모암은 중생대 백악기 적상산층군과 화성암 및 선캄브리아기 편마암류이다.
영동군 용화면과 무주군 설천면 경계 지역에는 금·은 광상이 밀집되어 분포하며 이를 설천 광화대라 한다. 설천 광화대에는 용화광산, 월성광산, 수왕광산 등이 있는데 행정구역상 대부분은 영동군 쪽에 존재하고 무주군 내에는 수왕광상이 있다.

### 승륭 아연광상
승륭 아연광상은 무주군 적상면 북창리(북위 35° 59′ 54″ 동경 127° 42′ 52.90″ / 북위 35.99833°  동경 127.7146944° )에 위치한 아연 광산으로 일대의 지질은 선캄브리아기 우백화강암질 편마암을 기저로 하여 백악기 적상산층군과 이를 관입한 규장암, 조면안산암 등으로 구성된다. 편마암 내 편리를 따라 협재된 석회암을 교대한 열수교대광상으로 부분적으로 스카른화되었다. 주 광체는 주향 북동 40~50°, 경사 북서 80°에 맥폭 1~3 m, 연장 120 m 이다. 광석광물은 섬아연석, 황철석, 자철석, 황동석, 방연석, 자류철석, 백철석, 공작석 등이 있다.

### 수왕광상
수왕광상 또는 나림광상은 무주군 설천면 소천리 나림마을에 위치한 금광상으로 1966년 개발이 시작되어 1990년 (주)중앙산업이 광산을 매입하고 인접한 길영광산을 통합하여 수왕광산으로 개명하였으나 이후 휴광하였다. 설천 광화대의 가장 동쪽에 위치하며 북서 주향에 북동 경사하는 2개 광맥이 발달한다. 주요 광석광물로 황철석, 황동석, 섬아연석, 방연석, 호박금 등이, 맥석광물로 방해석, 석영, 중정석 등이 있다.

## 같이 보기
- 한국의 지질
- 덕유산
- 적상산
- 무주군